# Oarța de Jos
Oarța de Jos é uma comuna romena localizada no distrito de Maramureș, na região histórica da Transilvânia. A comuna possui uma área de 31.32 km² e sua população era de 1345 habitantes segundo o censo de 2007.